# Intraossärer Zugang
Ein intraossärer Zugang bzw. eine intraossäre Infusion ist eine Applikationsform, bei der Infusionen bzw. Medikamente intraossär (in die Knochenmarkshöhle) verabreicht werden. Bei der dazu notwendigen intraossären Punktion wird eine Stahlkanüle in den Knochen eingestochen, worüber die Substanzen aufgrund der guten Durchblutung der Knochenmarkhöhle verabreicht werden können.
Verwendet wird der intraossäre Zugang oft bei Kindernotfällen und bei kleinen Haus- und Heimtieren, da es bei diesen mitunter schwierig ist, die kleinen Venen mit einer Venenverweilkanüle zu punktieren. Grundsätzlich ist er jedoch in allen Altersstufen einsetzbar und wird zunehmend auch bei Erwachsenen genutzt. Der intraossäre Zugang ist bei der Infusion von Flüssigkeit, Applikation von Medikamenten und Blutentnahme eine vergleichbare Alternative zum Venenkatheter. Im Notfall lassen sich alle gängigen Medikamente und Blutprodukte applizieren, auch Blutentnahmen sind möglich. Vorteile der intraossären Punktion sind die schnelle Anwendung und hohe Erfolgsraten (> 80 %) bei geringem Komplikationsrisiko. Nachteilig sind die höheren Kosten für Material und eine beschränkte Durchflussrate der Punktionsnadeln bei manchen Systemen.
Bereits in den 1940er Jahren wurde die intraossäre Injektion erfolgreich angewendet.

## Anwendung
Der Einsatz eines intraossären Zugangs ist eine wichtige Alternative, wenn aufgrund schwieriger Umgebungsbedingungen oder patientenspezifischer Aspekte (Übergewicht, Gefäßschäden, schwierige Punktion bei Kindern) ein venöser Zugang über eine Venenverweilkanüle nicht möglich ist. In den Richtlinien der amerikanischen (AHA) und europäischen Reanimationsgremien (ERC) wird der intraossäre Zugang im Rahmen der Herz-Lungen-Wiederbelebung als Alternative zum peripher-venösen Zugang empfohlen. Nicht mehr empfohlen wird eine endobronchiale Applikation (lt. ERC Guidelines 2010).
In der Militär- und Notfallmedizin wird die Technik verwendet, um Zugänge auch während der Versorgung auf unruhigen Plattformen, beispielsweise auf Schlauchbooten oder in Fahrzeugen während der Geländefahrt, zu legen, da eine Punktierung der Vene wegen der Erschütterungen nur schwer möglich ist.

### Schmerz lindern
Vor dem Einbringen der Nadel sollte die Einstichstelle nach Möglichkeit desinfiziert werden. Bei wachen Patienten sollte eine örtliche Betäubung der Haut und Knochenoberfläche erfolgen, um den Schmerz beim Einbohren oder Einstechen zu lindern, sofern im Notfall genug Zeit für diese Vorbereitungsmaßnahmen zur Verfügung steht. Nach Einbringen der Nadel in den Knochenmarksraum sollte bei wachen Patienten eine kleine Dosis von einem örtlichen Betäubungsmittel (z. B. Lidocain 2 %) eingespritzt werden um den Schmerz beim Einspritzen der weiteren Medikamente zu lindern. 

### Korrekte Lage prüfen
Die korrekte Lage der Nadelspitze im Knochenmarkraum kann durch Ansaugen von hellrotem schlierig fließendem Knochenmark kontrolliert werden. Häufig muss die Nadel erst mit Kochsalzlösung unter Druck gespült werden, bevor sich Knochenmark ansaugen lässt. Jedoch lässt sich bei rund 20 % der Fälle trotz korrekter Lage der Nadel kein Knochenmark ansaugen. Zeichen für eine korrekte Lage sind dann eine stabile, nicht wackelnde Nadel und normales Tröpfeln der angeschlossenen Infusion nach einmaliger Druckspülung der Nadel.
Zeichen für eine Fehllage der Nadel sind eine wackelnde Nadel, nicht überwindlicher Widerstand beim Einspritzen und Flüssigkeitsansammlung unter der Haut an der Einstichstelle.

## Gegenanzeigen
Ein intraossärer Zugang ist relativ kontraindiziert beim Vorliegen einer Osteogenesis imperfecta (Glasknochenkrankheit), lokalen Infektionsherden, Knochenbrüchen und Vorpunktionen am betroffenen Knochen.

## Punktionsorte
Der bevorzugte Punktionsort ist der obere Teil des Schienbeins (proximale Tibia) auf der Innenseite, etwa zwei Zentimeter unterhalb der Tuberositas tibiae. Daneben stehen als Alternativen unter anderem der Oberschenkelknochen (Femur), der Oberarmknochen (Humerus) und die Spina illiaca anterior superior des Darmbeins zur Verfügung. Auch die Punktion des Brustbeins (Sternum) ist möglich. Sie wird jedoch wegen der potenziell lebensbedrohlichen Komplikationen und des störenden Einflusses auf Reanimationsmaßnahmen (Herzdruckmassage etc.) kaum angewandt.

## Komplikationen
Komplikationen sind insgesamt selten. Bei Fehllagen der Kanüle kann es zu einem Kompartmentsyndrom kommen. Bei ungemäßer Kraftanwendung kann eine Fraktur des Schienbeins resultieren. Entzündungen (Osteomyelitis) und Embolien sind  bei kurzer Verweildauer selten, Verletzungen der Epiphysenfuge mit Wachstumsstörungen in der Folge ebenfalls.
Als unangenehme Nebenwirkung kann es beim Einspritzen von Medikamenten in den Knochenmarksraum zu Schmerzen kommen. Deshalb sollte bei wachen Patienten mit dem ersten Einspritzen ein örtliches Betäubungsmittel gegeben werden.

## Produkte
Es werden verschiedene Systeme kommerziell angeboten. In einer Studie mit 31 Sanitätern im US-Militärdienst wurde die Anwendung verschiedener Produkte untersucht. Nach kurzer Einweisung der Soldaten wurden die Produkte an Leichen angewendet. Die Produkte BIG, FAST, Cook-Nadel und Jamshidi-Nadel wurden dabei verglichen, wobei sich in dem Experiment bezüglich Anwendungssicherheit und Geschwindigkeit keine signifikanten Unterschiede zeigten.

### Cook- undJamshidi-Nadeln
Nadel nach Cook oder Jamshidi verfügen über einen zum Bohren geeigneten Spitzenschliff und einen großen Handgriff am Ende der Nadel und ermöglichen das händische Einbohren der Nadeln. Diese Nadeln werden manuell in den Knochen eingebracht und sind für verschiedene Punktionsorte ausgelegt.

### FAST 1
Das FAST1-System des US-amerikanischen Unternehmens Teleflex ist für die Punktion des Brustbeins (Sternums) bei Menschen über 12 Jahren konzipiert, findet aber hauptsächlich im militärischen Bereich Anwendung. FAST steht für First Access for Shock and Trauma. Bei Verletzungen im militärischen Umfeld sind z. B. durch Explosionen oft Arme und Beine verletzt, so dass diese für einen intraossären Zugang nicht zur Verfügung stehen. Dagegen ist das Brustbein durch Tragen von schusssicheren Westen oder Splitterschutzwesten oft unverletzt und bietet sich als intraossärer Zugangsort an. Bei der Bundeswehr wird das Modell FAST1 Sanitätern und eingewiesenen Infanteristen zur Verfügung gestellt. Durch eine speziell geformte Klebepflasterplatte wird der Punktionsort im oberen Bereiches des Sternums markiert. Mehrere Stabilisierungsnadeln dringen durch die Haut, bis sie Kontakt zum Knochen erhalten. Wenn alle Stabilisierungsnadeln Kontakt und gleichmäßigen Druck zur Knochenoberfläche haben, wird eine Sperre gelöst und der gesamte Handgriff rutscht wenige Millimeter Richtung Brustbein und bringt dabei die mittig gelegene Hauptnadel ein. Beim Zurückziehen des Handgriffes verbleibt nur die Hauptnadel im Brustbein und der Handgriff und die Stabilisierungsnadeln werden mitentfernt. Die Klebepflasterplatte bleibt vor Ort und dient mit einem zuletzt aufzuklebenden kuppelförmigen Sichtfenster als Schutz der Einstichstelle und Halterung für den angeschlossenen Plastikschlauch.

### EZ IO
Das EZ-IO-System der US-amerikanischen Firma Vidacare schafft den Zugang mittels einer batteriebetriebenen Bohrmaschine, bei der die Infusionsnadel direkt in einem Schritt eingebohrt wird. Es stehen verschiedene Nadeln zur Verfügung:
- Kind 3–39 kg Körpergewicht mit 15 mm maximale Einbohrtiefe, Farbe Rosa
- Patienten ab 40 kg mit maximaler Einbohrtiefe 25 mm, Farbe Blau
- Erwachsener Übergewichtiger  ab 40 kg oder proximaler Humerus mit maximaler Einbohrtiefe 45 mm, Farbe Gelb

Nach dem Einbohren wird der innen liegende Bohrschneideeinsatz entfernt und es verbleibt die äußere Infusionskanüle, an die ein Plastikschlauch angeschlossen wird. Das EZ-IO wird im deutsch-österreichischen Rettungsdienst eingesetzt.
Nachteil des EZ-IO Systems ist, dass dieses eine versiegelte Lithiumbatterie enthält, welche nicht austauschbar ist. Somit sind mit dem Gerät lediglich 500 Punktionen möglich. Anschließend muss das Gerät ersetzt werden.

### Bone Injection Gun
Bei der Bone Injection Gun (BIG) der US-amerikanischen Firma Waismed wird die Kanüle mit einem Federmechanismus in das Knochenmark geschossen (vgl. Bolzenschussgerät). Die Eindringtiefe kann durch einen schraubbaren Abstandshalter in bestimmten Grenzen eingestellt werden.
- Kinder bis 12 Jahre mit maximaler Eindringtiefe 1,5 cm, Farbe Rot (18 Gauge)
- Erwachsene ab 12 Jahre mit maximaler Eindringtiefe 2,5 cm, Farbe Blau (15 Gauge)